# 市村記念体育館
市村記念体育館（いちむらきねんたいいくかん）は、佐賀県佐賀市城内にあるスポーツ施設・ホールである。

## 概要
佐賀県出身の実業家でリコー創業者の市村清により佐賀県に寄贈された施設で、1963年（昭和38年）に「佐賀県体育館」として開館した。坂倉準三の設計で、瓶の王冠のようにギザギザのある特徴的な外観をしている。この外観は折板状の外壁と楕円形の吊屋根で構成されており、吊屋根工法の建物としては佐賀県内唯一である。
屋根はHPシェル構造（双曲放物面シェル構造）。平面上で楕円形に配置される折板状の外壁に加えて、右左翼に配置される支柱のような2本のバットレス（控え壁）、および地中でバットレスの間に渡された繋ぎ梁が、荷重を支えている。なお、2本のバットレスは屋根に溜まった雨水を導く雨樋の役割ももつ。
1986年（昭和61年）に「佐賀県文化体育館」、1992年（平成4年）に寄贈者を記念して「市村記念体育館」に名称変更した。
平成19年度全国高等学校総合体育大会ではボクシング会場として使用された。2018年3月からスタートした「肥前さが幕末維新博覧会」でメインパビリオンである「幕末維新記念館」として利用している。また、全国高等学校総合文化祭・2019さが総文では芸術・工芸部門の会場として使用した。
指定管理者制度の導入後は、鹿児島県でフィットネスクラブを運営するセイカスポーツセンターを中心とした「セイカスポーツグループ」が佐賀県総合運動場・佐賀県総合体育館（共に佐賀市日の出）と共に管理していたが、佐賀県総合運動場・佐賀県総合体育館が「SAGAサンライズパーク」と改称し、PFIによる整備を前提として指定管理者が変更になった際に指定管理の対象から外れている。
2018年には、建築から50年以上が経過し老朽化が進んでいること、またフロア面積が小さく競技会などを開催するのが難しいことから、佐賀県はスポーツ施設としての使用を終了する方針を示した。
活用の方向性として、維新博の『志』を引き継ぐ視点から次世代を担う人材育成の施設、文化・芸術の拠点施設の2本が示されている。「市村記念体育館利活用設計業務委託」として公募型プロポーザルを行い、2021年11月にはオープン・エー石橋事務所JVを特定した。2025年度までに耐震化とリニューアルを行い、「文化体験・創造の拠点」になる予定。
佐賀市は早稲田大学創設者の大隈重信の出身地であることから、同大学と佐賀県は大隈の没後100年にあたる2022年、体育館北側の広場に記念プレートを設置した。
2023年、DOCOMOMO JAPAN選定 日本におけるモダン・ムーブメントの建築に認定されている。

## 施設
- 競技場 - 延床面積 4,318 m2（フロア面積 1,180 4,318 m2） 
  - バスケットボールコート（2面相当）
  - バレーボールコート（2面相当）
  - バドミントンコート（6面相当）
  - 卓球台（18台）
  - 新体操用施設
  - 観客席（820席）
- 舞台 - 30 × 7 m
- 楽屋
- テニスコート
- 集会室

## ギャラリー

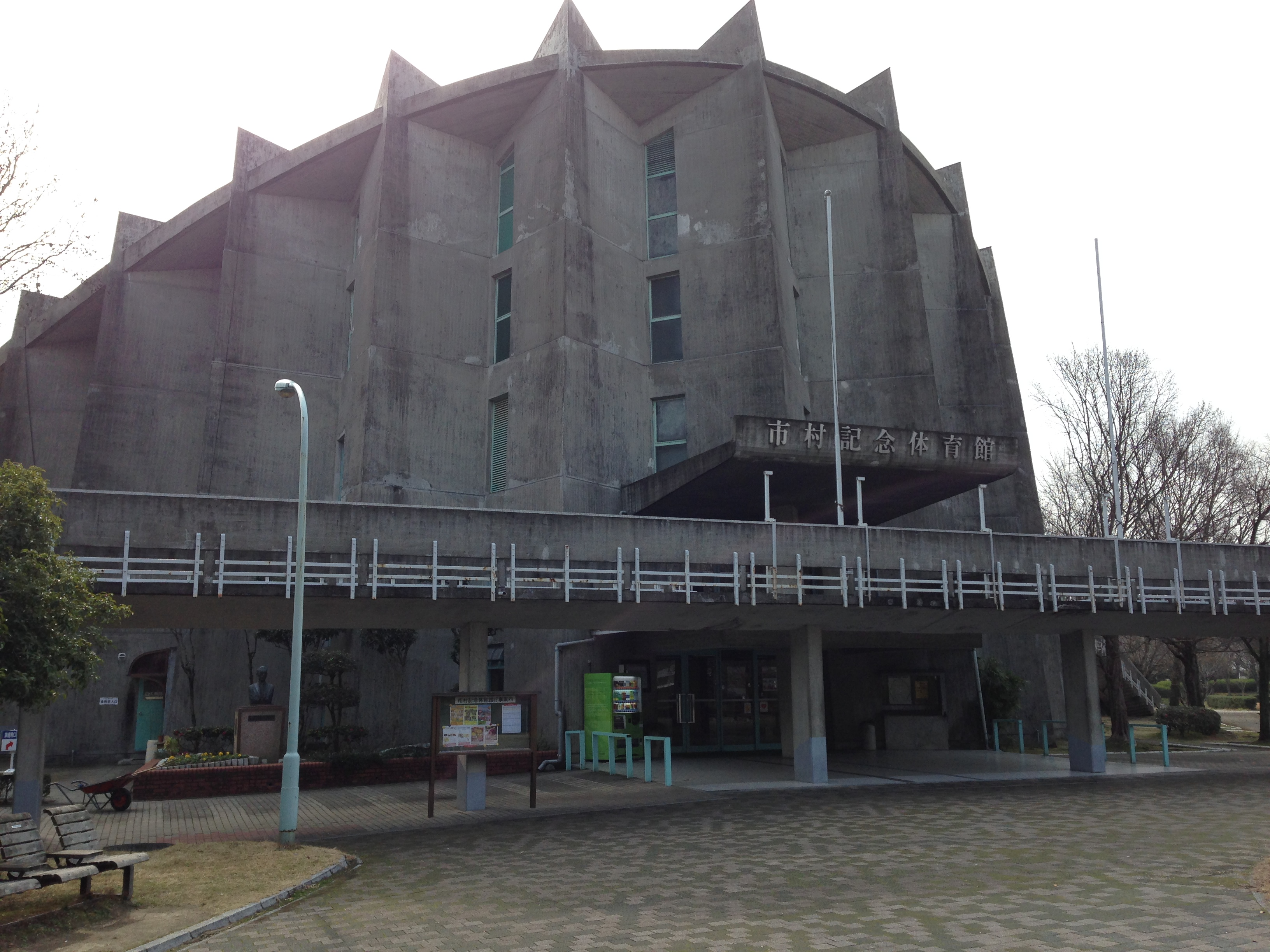
正面入口
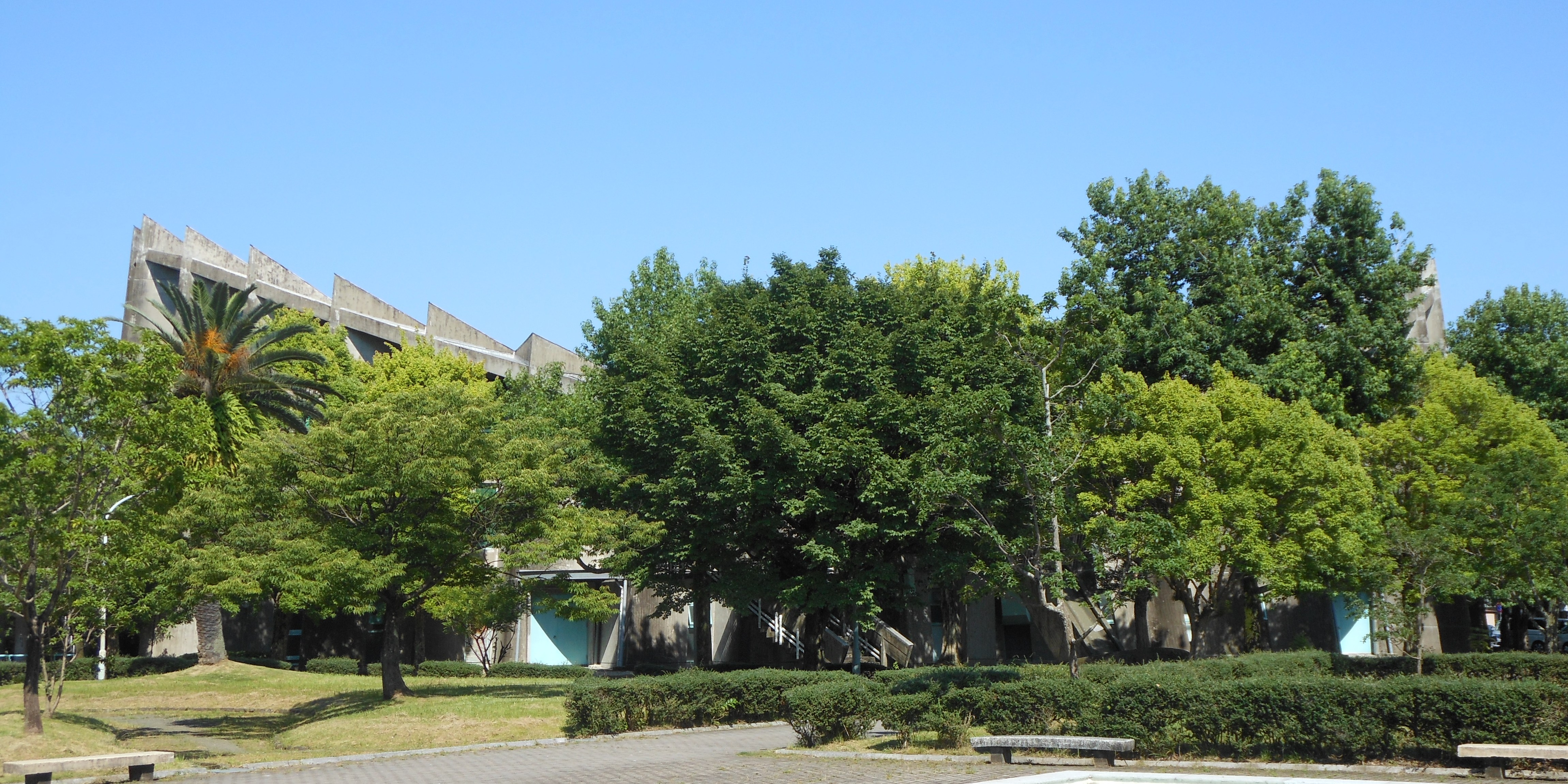
西側面
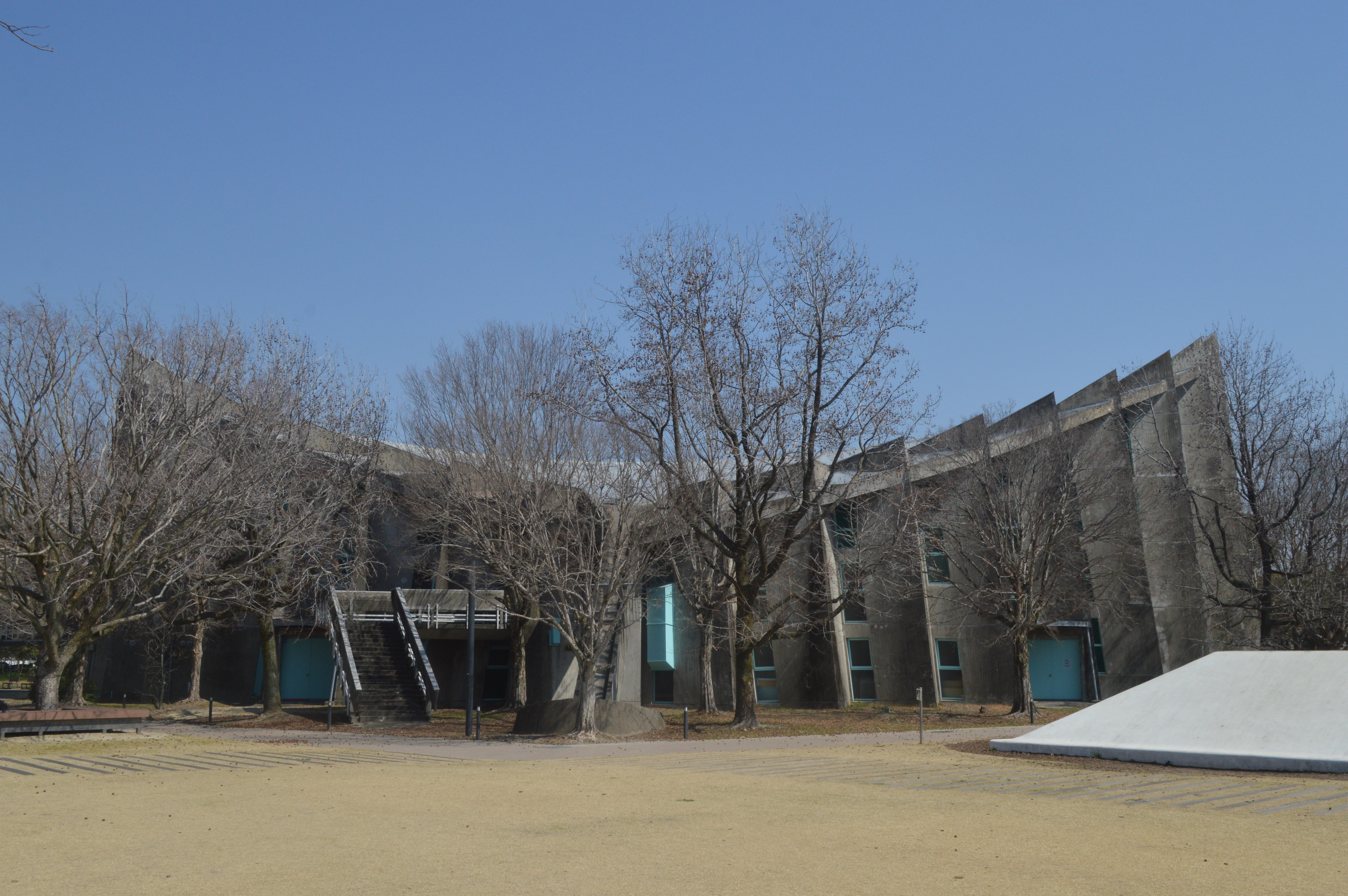
落葉期には側面からも建物が見通せる
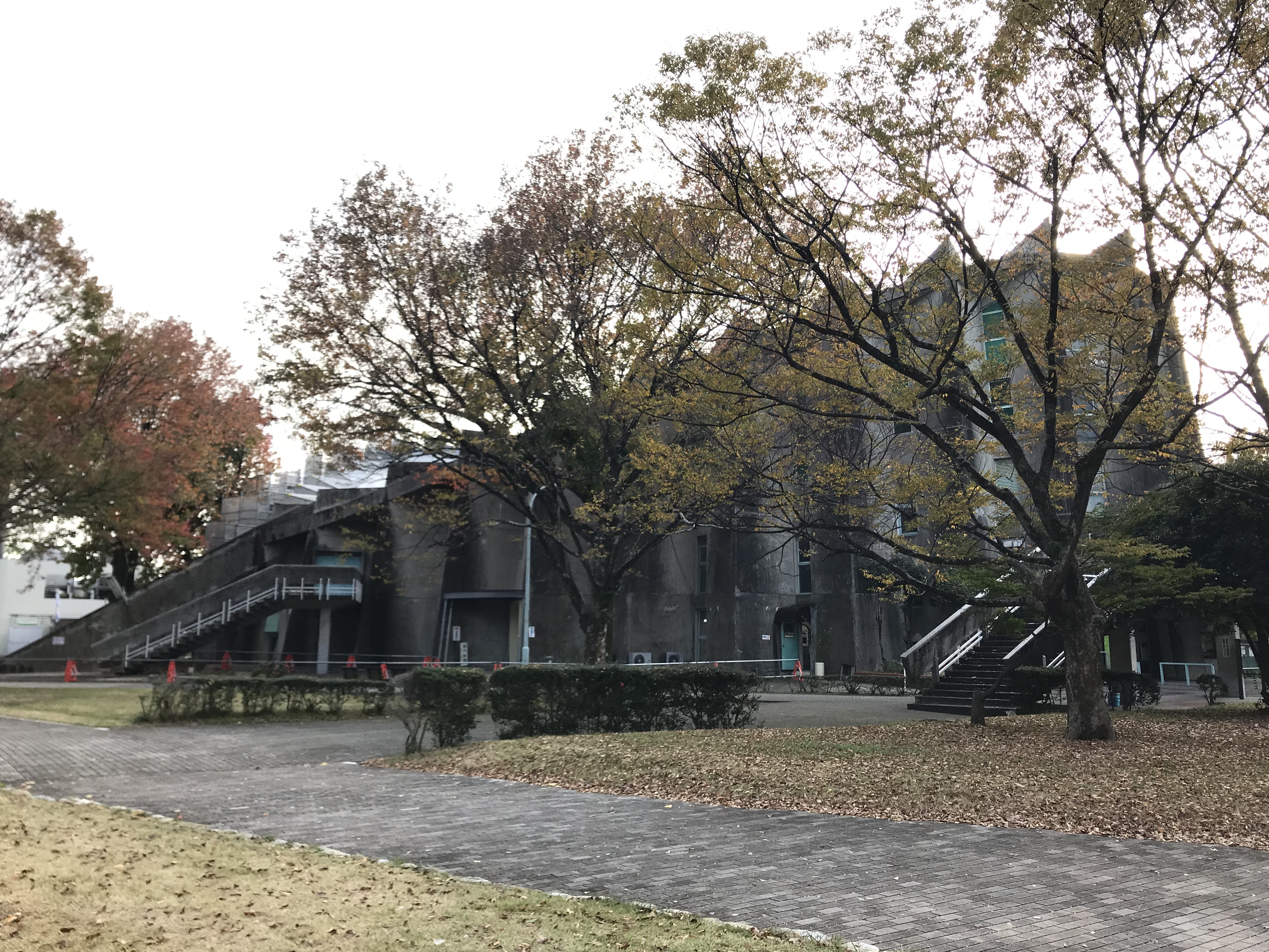
斜め方向から
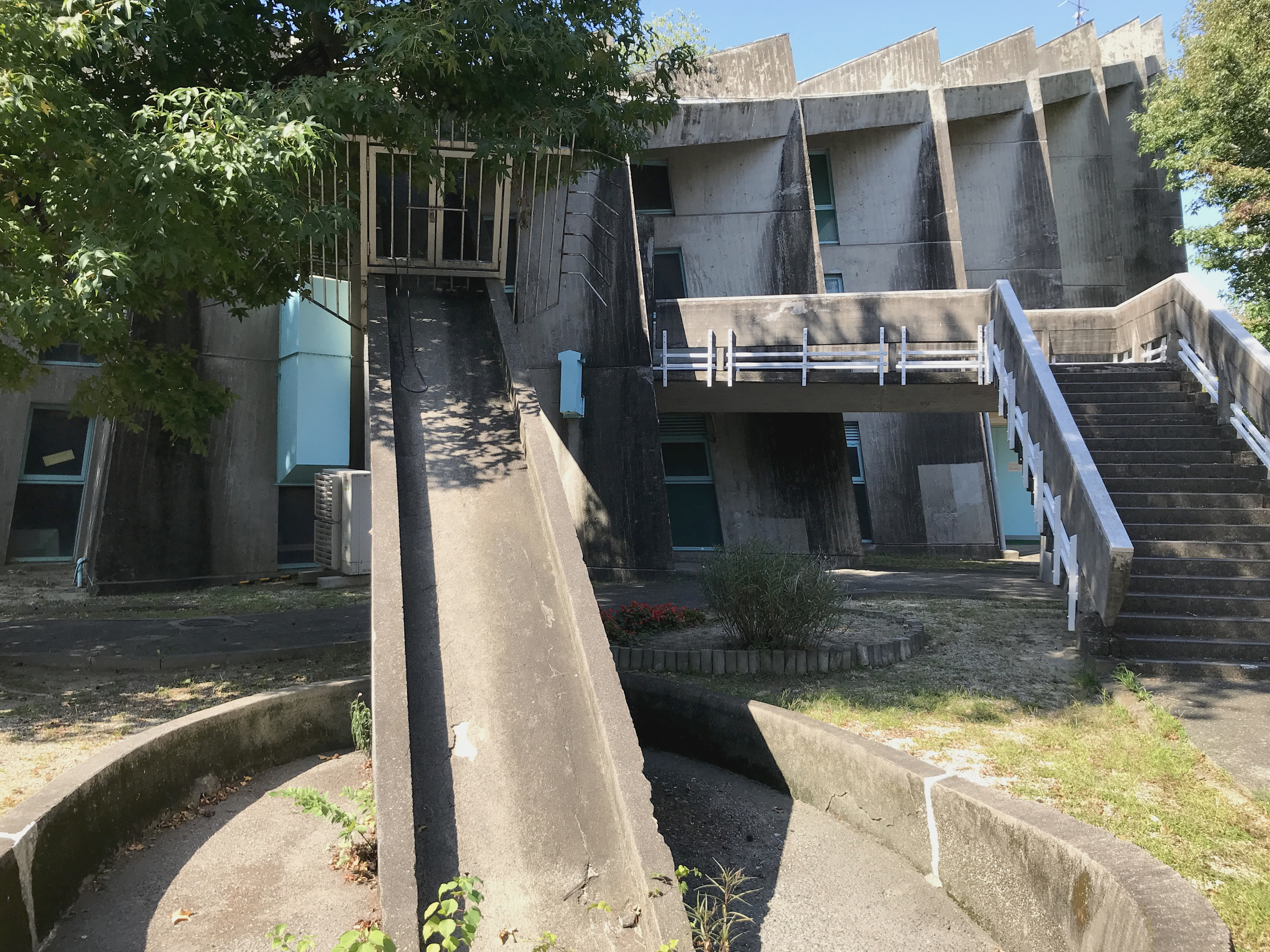
東側のバットレスと外階段

## 周辺
- 佐賀県立図書館
- 佐賀県庁
- 佐賀城公園